# Ali Akbar Heidari
Ali Akbar Heidari (persisch علی اکبر حیدری, * 14. Juli 1941) ist ein ehemaliger iranischer Freistilringer. Er war Teilnehmer an den Olympischen Sommerspielen 1964 in Tokio.
Bei den Olympischen Spielen von Tokio trat er im Fliegengewicht (52 kg) an und wurde hinter Jang-Chang Seon (Südkorea) und Yoshikatsu Yoshida aus Japan Dritter und errang somit Bronze.
Ali Akbar Heidari gehörte auch zum Aufgebot der iranischen Ringernationalmannschaft bei den Ringer-Weltmeisterschaften 1965 in Manchester. Obwohl er u. a. den späteren Vizeweltmeister Baju Baew aus Bulgarien schlug, verpasste er knapp die Medaillenränge und wurde Vierter.
Seine letzte Medaille errang er bei den Asienspielen 1966 in Bangkok, als er im Fliegengewicht Bronze gewann.